# Ontario, California
Ontario là một thành phố tại quận San Bernardino, tiểu bang California, Hoa Kỳ. Thành phố nằm trong Vùng Đại Los Angeles. Dân số theo điều tra năm 2005 của Cục điều tra dân số Hoa Kỳ là 173.351 người, dân số theo điều tra năm 2010 là 163.924 người, là thành phố lớn thứ tư của quận, sau San Bernardino, Fontana, và Rancho Cucamonga, diện tích là km². Thành phố có Sân bay quốc tế LA/Ontario là sân bay bận rộn thứ 15 về lượng hàng vận chuyển ở Hoa Kỳ. Ontario xử lý lượng hàng hóa lớn giữa các cảng Los Angeles và Long Beach và phần còn lại Hoa Kỳ.